# Диарра, Гауссу
Гуассу Кьяссу Диарра (фр. Gaoussou Kyassou Diarra; род. 21 ноября 2002, Бамако) — малийский футболист, вингер клуба «Фейеноорд» и сборной Мали.

## Клубная карьера
Диарра — воспитанник турецкого клуба «Тузласпор». В 2024 году игрок подписал контракт с «Истанбулспором». 26 августа в матче против «Шанлыурфаспора» он дебютировал в Первой лиге Турции. В этом же поединке Гуассу забил свой первый гол за «Истанбулспор». 16 марта 2025 года в матче против «Генчлербирлиги» он сделал хет-трик.
Летом 2025 года Диарра перешёл в нидерландский «Фейеноорд», подписав четырёхлетний контракт до середины 2029 года. Сумма трансфера составила 3,8 млн евро. 6 августа дебютировал в матче Лиги чемпионов УЕФА против турецкого «Фенербахче», выйдя на замену вместо Лео Сауэра на 61-й минуте.

## Международная карьера
5 июня 2025 года в товарищеском матче против сборной ДР Конго Диарра дебютировал за сборную Мали.